# Ensemble St.-Anna-Straße (Burggen)

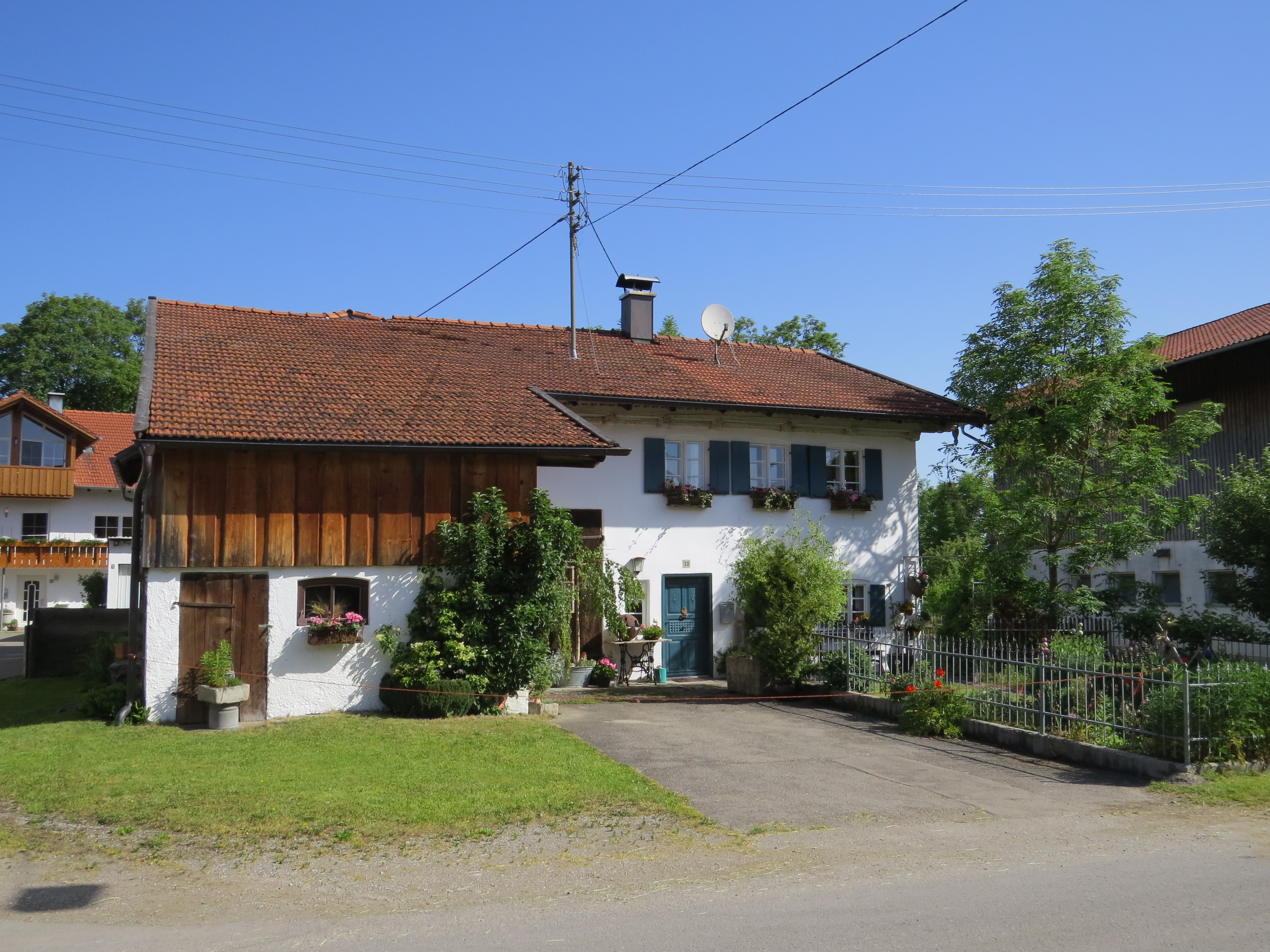
Bauernhaus St.-Anna-Straße 20 in Burggen

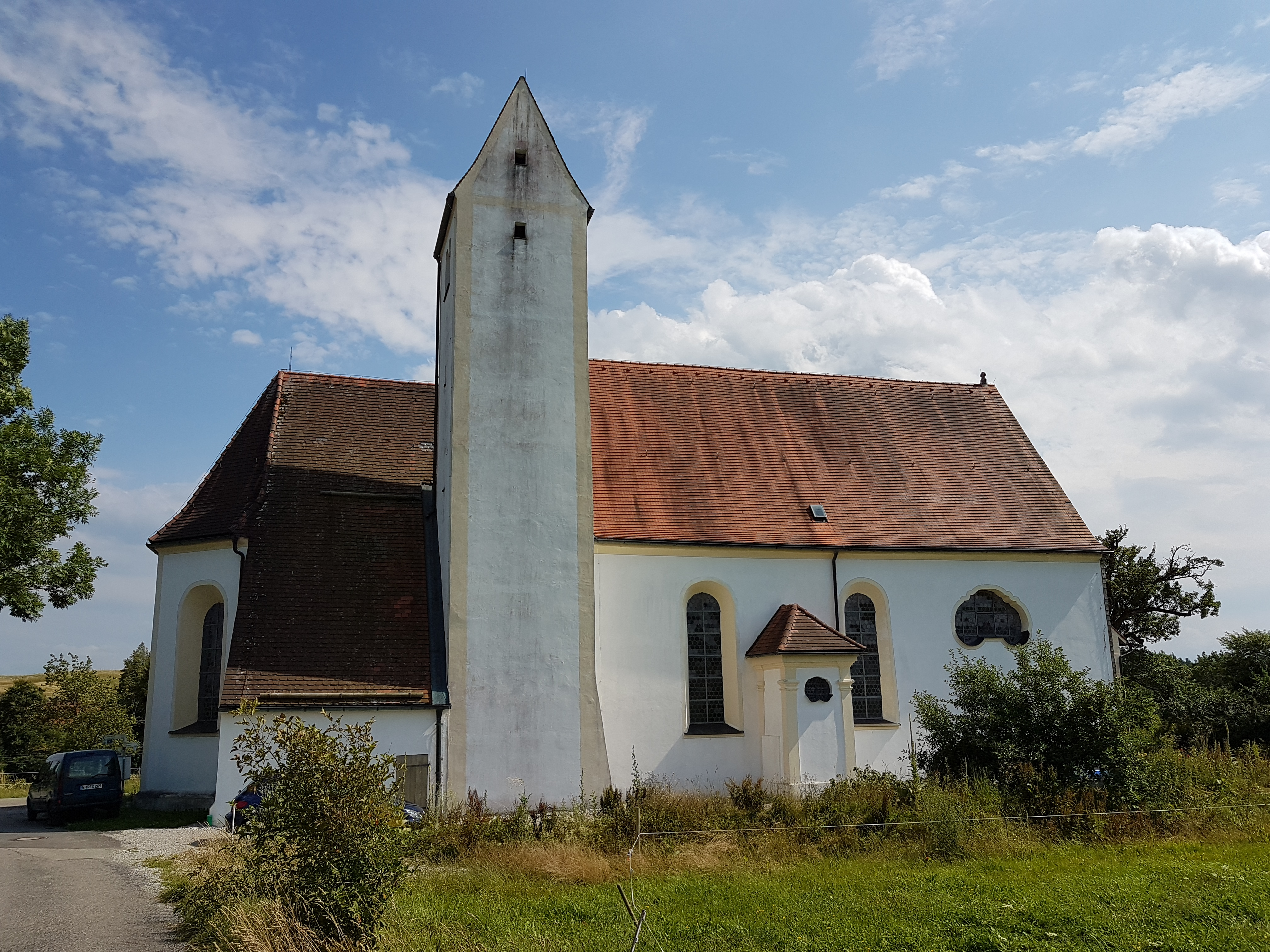
Kirche St. Anna

Das Ensemble St.-Anna-Straße in Burggen, einer Gemeinde im oberbayerischen Landkreis Weilheim-Schongau, ist ein Bauensemble, das unter Denkmalschutz steht. Das Ensemble umfasst die gesamte Bebauung der St.-Anna-Straße von der Kreuzung mit der Füssener Straße bis zum Ende der Straße, wo die Obere Dorfstraße abzweigt. 

## Beschreibung
Die planmäßige Anlage der St.-Anna-Straße zeigt sich durch die konsequente Ausrichtung aller Bauernhöfe mit dem Giebel nach Osten und der Wiederkehr oder dem Hakenschopf nach Süden. Dies ist das Ergebnis des Wiederaufbaus nach dem großen Brand im Jahr 1795. Dabei wurde auf die Abstände zwischen den Anwesen und die gleichmäßige Orientierung geachtet. 
In ihrem Baubestand zeigt die Straße eine beachtenswerte Häufung von Nordostallgäuer Bauernhäusern mit Flachsatteldächern über geständerten Kniestöcken mit Andreaskreuzen. Die jüngeren, im 19. Jahrhundert erneuerten Anwesen haben Wiederkehr, die älteren Hakenschopf.

## Einzeldenkmäler
- St.-Anna-Straße 1: Barockes Holz-Kruzifix aus dem 18. Jahrhundert
- St.-Anna-Straße 3: Wohnteil des ehemaligen Einfirsthofes
- St.-Anna-Straße 12: Wohnteil des ehemaligen Einfirsthofs, sogenannt Beim Glaser
- St.-Anna-Straße 13: Ehemaliger Bauernhof, sogenannt Beim Stotz
- St.-Anna-Straße 17: Wohnteil des ehemaligen Bauernhofs, sogenannt Beim Florianus bzw. Beim Leicher
- St.-Anna-Straße 19: Ehemals Einfirsthof, sogenannt Beim Broll
- St.-Anna-Straße 20: Ehemalige Sölde, sogenannt Beim Hafner
- St.-Anna-Straße 24: Barockes Holz-Kruzifix aus dem 18. Jahrhundert
- St.-Anna-Straße 50: Katholische Filialkirche St. Anna